# Rozites

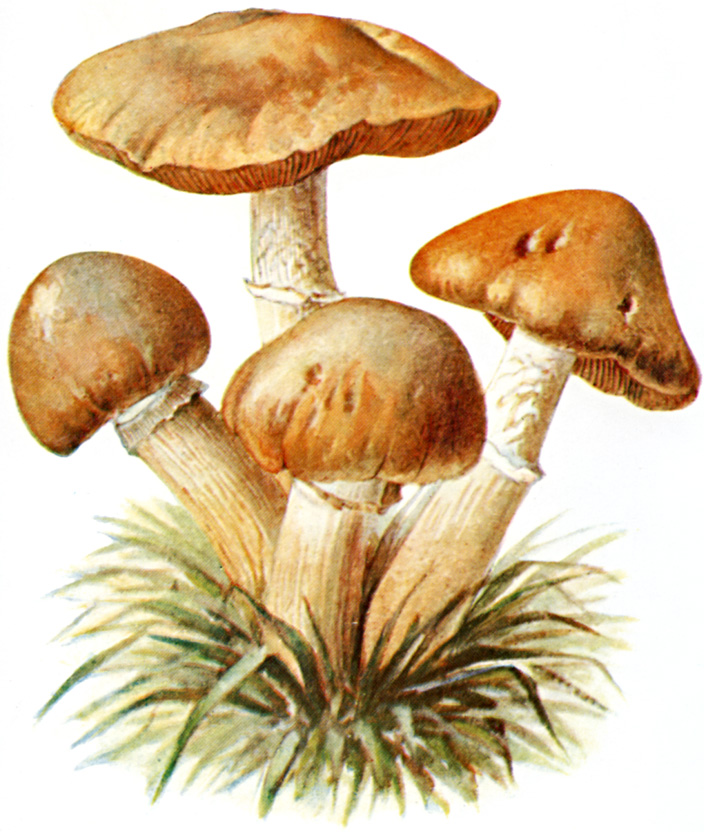
La pholiote ridée (Rozites caperatus devenu Cortinarius caperatus)

Rozites P.Karst. 1879 est un ancien genre de champignons (Agaricacées) qui contenait essentiellement l'espèce Rozites caperatus, aujourd'hui Cortinarius caperatus.
Le genre avait été nommé en hommage au mycologue français Ernest Roze.